# Psathyrotes ramosissima
Psathyrotes ramosissima là một loài thực vật có hoa trong họ Cúc. Loài này được (Torr.) A.Gray miêu tả khoa học đầu tiên năm 1868.